# Saint-Martin-du-Bois (Gironda)
Saint-Martin-du-Bois é uma comuna francesa na região administrativa da Nova Aquitânia, no departamento da Gironda. Estende-se por uma área de 9,8 km². Em 2010 a comuna tinha 870 habitantes (densidade: 88,8 hab./km²).